# Мишел Бюси
Мишел Бюси (на френски: Michel Bussi) е френски политолог и географ, преподавател в университета в Руан, и писател на произведения в жанра трилър и криминален роман.

## Биография и творчество
Мишел Бюси е роден на 29 април 1965 г. в Лувие, департамент Йор, Франция. Той професор по география в университета в Руан, където ръководи изследователско звено към Националния център за научни изследвания до 2016 г. Специалист е по електорална география.
Започва да пише през 1990 г. докато работи в университета. Първият му ръкопис е история, чието действие се развива по времето на десанта в Нормандия, но е отказан от всички издателства. Пише няколко разказа и сценарии, които също не са публикувани. Десет години по-късно е вдъхновен от романа „Шифърът на Леонардо“ на Дан Браун и приключенията на героя на Морис Льоблан, Арсен Люпен, и отново започва да пише.
Първият му роман „Код „Люпен“ е издаден през 2006 г. от университетското издателство. В историята, проф. Роланд Бергтън е убеден, че приключенията на Арсен Люпен в различни мистериозни места в Нормандия са част от код към нормандско съкровище или тайно знание. Той има един ден да разгадае енигмата с помощта на намерена златна монета, недовършен разказ на Льоблан и с помощта на млад студент по история.
Минават колко години преди творбите му, които се появяват по една на година, като „Умри на Сена“ от 2008 г. или „Черните лилии“ от през 2011 г., да станат известни. Те получават поредица от местни награди за първите си издания в джобен формат. Голям успех бележи романът му „Без теб“ от 2012 г. Носител на повече от 15 големи литературни награди.
Повечето от историите на неговите романи се развиват в Нормандия. Заради това е през 2014 г. избран „официален спонсор“ на Нормандския регионален фестивал, Действието на някои от неговите романи се развиват в Корсика („Кръвна фамилия“, 2006 г.), в Реюнион („Не пускай ръката ми“, 2013 г.), или на Маркизките острови („На съмнителното слънце“, 2020 г.). Повечето от заглавията на романите му са вдъхновени от френски песни. Някои от романите му са екранизирани.
През 2017 г. на името на Мишел Бюси е учредена награда, която отличава най-добрите трилъри за годината.
Мишел Бюси живее със семейството си в Руан.

## Произведения

### Самостоятелни романи
- Code Lupin (2006)[2][4]
- Omaha Crimes : Le polar du débarquement en Normandie (2007)
- Mourir sur Seine (2008)
- Sang famille (2009)
- Nymphéas noirs (2011)[3]
Черните лилии, изд.: ИК „Ентусиаст“, София (2015), прев. Силвия Колева
- Un avion sans elle (2012)
Без теб, изд.: ИК „Ентусиаст“, София (2015), прев. Силвия Колева
- Ne lâche pas ma main (2013)
- N'oublier jamais (2014)
- Maman a tort (2015)
Мама греши, изд.: ИК „Ентусиаст“, София (2020), прев. Силвия Колева
- Le temps est assassin (2016)
- On la trouvait plutôt jolie (2017)
- J'ai dû rêver trop fort (2019)
- Tout ce qui est sur terre doit périr (2019) – през 2017 г. е издаден под псевдонима Тоби Роланд
- Au soleil redouté (2020)
- Rien ne t'efface (2021)[1]
Нищо не може да те заличи, изд.: ИК „Ентусиаст“, София (2022), прев. Силвия Колева
- Trois vies par sermaine (2023)
Три живота седмично, изд.: ИК „Ентусиаст“, София (2024), прев. Асен Чаушев

### Поредица „НЕО“ (NÉO)
за юноши – Историята се развива в мистериозен пост-апокалиптичен Париж, където възрастните вече не съществуват и децата трябва да се справят сами. Книгата разглежда определени теми като оцеляване, екология, приятелство, любов и неравенства пред културата
- La Chute du soleil de fer (2020)[2]
- Les Deux Châteaux (2021)
- L'Empire de la mort (2022)
- Les Moulins de Pandore (2023)

### Сборници
- T'en souviens-tu mon Anaïs et autres nouvelles (2010, 2018) – 4 разказа[2]

### Екранизации
- 2018 Maman a tort – тв минисериал, 6 епизода[3]
- 2019 Un avion sans elle – тв сериал, 4 епизода
- 2019 Le temps est assassin – тв сериал, с Ан Консини, Бруно Соло и Пенелопе Левек
- 2022 L'île prisonnière – тв минисериал, 6 епизода